# Герб Туркменістану
Державний герб Туркменістану — один з офіційних символів держави. Прийнято 15 серпня 2003. Офіційно — Державний герб, хоча ця державна емблема не є геральдичною.

## Опис
Являє собою восьмигранник зеленого кольору з жовто-золотавою облямівкою, у який уписані два кола блакитного і червоного кольорів. Кола розділені між собою жовто-золотавими смугами однакової ширини.
На зеленому тлі восьмигранника навколо червоного кола зображені основні елементи національного багатства і символіки держави: у нижній частині — сім розкритих п'ятистулкових коробочок білої бавовни з зеленим листам; у середній частині — колосся пшениці жовто-золотавого кольору, по два колоски з кожної сторони герба; у верхній частині — півмісяць з п'ятьма п'ятипроменевими зірками білого кольору.
На кільцевій смузі червоного кола розміром у 2 діаметри блакитного кола зображені по ходу годинної стрілки п'ять основних килимових гелів: ахалтеке, салир, ерсари, човдур, йомут, що символізують дружбу і згуртованість туркменського народу.
У блакитному колі зображений Янардаг — ахалтекинський кінь.

## Історичні герби

Герб Туркменістану протягом 1992—2003 років.

У 1992—2003 герб Туркменістану мав круглу форму. Президентом країни Сапармуратом Ніязовим було запропоновано змінити його вигляд на восьмикутник, оскільки він з давніх часів вважається символом достатку, миру та спокою.

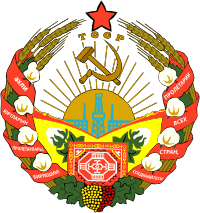
Герб Туркменської РСР

У радянські часи державним гербом Туркменістану був герб Туркменської РСР.